# Compañero de viaje (película)
Compañero de viaje es una película venezolana de 1979 dirigida por Clemente de la Cerda. Participó en el 11º Festival Internacional de Cine de Moscú.

## Elenco
- Toco Gómez como Nolasco
- Eduardo Calvo como Padre Parra
- María Escalona como Mujer de Rosalino
- Esperanza Roy como Rosa Benilde
- José Torres como José Rafael
- Bienvenido Roca como Coronel Vergara
- Julio Mota como Juan Crisóstomo Bodas, 'El Chueco'
- Ricardo Franco como Gabrielito
- Arturo Calderón como Tobías
- Alberto Arvelo como Pablote
- María García como Balbina
- Alfredo Medina como Rosalino Camacho
- Orlando Zarramera como Pitón de Rifle